# Karl Max Reinhardt
Karl Max Reinhardt, var en tysk bobåkare. Han deltog vid olympiska vinterspelen 1928 i Sankt Moritz och placerade sig på 18:e plats.